# Aéroport de Jersey
Pour les articles homonymes, voir JER.
L'aéroport de Jersey (code IATA : JER • code OACI : EGJJ) est un aéroport situé dans la paroisse Saint-Pierre à Jersey dans les îles Anglo-Normandes.

## Histoire

### Les années 1910 - 1920
Le premier avion à atterrir à Jersey avait atterri sur la plage de West Park en août 1912.
L'idée de la création d'un aérodrome sur l'île de Jersey monte à 1919 à l'initiative de la Chambre de commerce de Jersey qui a reconnu le potentiel d’acheminer le courrier, les journaux, les passagers et le fret vers l’île par voie aérienne plutôt que par voie maritime traditionnelle.

### Les années 1930
L'idée renaît en 1930 par la chambre de commerce qui se met à rechercher des sites potentiels dont notamment Les Quennevais, Blanches Banques, Les Landes, Les Platons, Mont de La Mare et un site près de la caserne Saint-Pierre.
Les premières propositions ont été présentées aux États de Jersey en mars 1933 puis renvoyées au Comité des jetées et des ports.
Finalement, c'est le site de champs de St Peter qui a finalement été choisi par les États de Jersey en avril 1934.
La compagnie Jersey Airways Limited desservait en 1934, Londres (Aéroport de Heston), Portsmouth et Southampton en De Havilland Dragon du terrain d'aviation de St Aubin's Bay Sands à West Park.
Le mercredi 10 mars 1937, l’aéroport de Jersey a été officiellement inauguré par Ruth Coutanche, épouse du bailli de l’époque, Alexander Coutanche. La plateforme faisait 40 hectares et disposait de 4 pistes en herbe, une aérogare de 4 étages avec la tour de contrôle au 4ème étage, le service météorologique au troisième étage, un restaurant au 2ème étage, une terrasse au 1er étage avec bar et chaises longues et le terminal passagers au rez-de-chaussée.
Près de 20 000 passagers transitaient sur la plateforme la première année, essentiellement venant du continent du Royaume Uni. Les Insulaires ont bénéficié quant à eux de livraisons quotidiennes de courriers et journaux nationaux (1er vol postal : 1er juin 1937) en plus d’un accès rapide aux marchés pour les producteurs et d’un service de sauvetage air-mer amélioré.

### La seconde Guerre Mondiale
C'était la ruée des visiteurs du Royaume-Uni à Pâques 1940, qui s’est avérée être leur dernière visite dans les îles anglo-normandes pendant un certain temps.
En juin 1940, les opérations commerciales avec les îles anglo-normandes avaient été suspendues et pendant des jours, l’aéroport a été un relais pour de nombreux avions sortant de France.
Les forces allemandes avaient atterri à Jersey en juillet 1940 pour commencer cinq longues années d’occupation pendant cette guerre mondiale.
A la libération de l’île le 9 mai 1945, l’aéroport avait pu rouvrir.
"Channel Islands Airways" composée de "Jersey Airways" et "Guernsey Airways" assuraient les lignes vers Londres depuis Jersey et Guernesey, Southampton depuis Jersey et Guernesey et les iles de Jersey, Guernesey et Alderney entre elles.
Le nombre de passagers a considérablement augmenté et a atteint 113 333 en 1947. En conséquence, de nombreux travaux avaient été entrepris notamment pour de nouvelles aides aux télécommunications, dans un nouveau hangar et pour la piste qui avait été allongée.

### Les années 1950 - 1960
En 1952, une piste de 1 280 mètres bétonné était construite.
En 1953, Jersey Airlines desservait Paris, Saint-Brieuc, La Baule, Dinard, Cherbourg, Caen, Brest, Alderney, Guernesey, Londres, Southampton, Exeter, Bournemouth, Coventry et Manchester.
En 1955, c'étaient plus de 383 000 passagers qui avaient utilisé l’aéroport de l'île révélant pour la première fois que le transport aérien était devenu plus populaire que la mer comme moyen de se rendre sur Jersey.
En 1956, Jersey Airlines rajoutait Nantes et Bilbao en Espagne à son programme. Le terminal passagers était agrandi.
La compagnie Air Caen desservait Jersey au départ de l'aéroport de Caen, transportant des passagers mais également du fret comme le camembert de Normandie.
En 1964, British United Airways desservait la France (Granville, Dinard, Quimper, Paris et Saint-Brieuc) mais aussi le Royaume-Uni avec l'Irlande et l'Écosse (Londres, Bournemouth, Exeter, Southampton, Guernesey, Alderney (Aurigny), Dublin, Newcastle, Plymouth, Cork, Glasgow, Blackpool, Belfast ou Leeds).
L’extension de la piste existante était entreprise et en 1965, celle-ci permettait désormais aux jets d’atterrir augmentant encore les possibilités de voyage vers / depuis l’île notamment vers des destinations plus lointaines.
Le terminal passagers était de nouveau agrandi en 1968 avec la construction de deux nouvelles ailes offrant des installations supplémentaires avec un nouveau restaurant/bar.
Aurigny Air Services, compagnie aérienne guernésiase assure également les rotations en Guernesey et Jersey.

### Les années 1970 - 1980
L’aéroport de Jersey était devenu le sixième aéroport le plus fréquenté d’Europe dans les années 1970. 
De nombreux travaux avait été entrepris dont l'agrandissement du terminal passagers avec une nouvelle boutique au rez-de-chaussée, d'une nouvelle salle radar de contrôle de la circulation aérienne et d’une tour de contrôle, une nouvelle station météorologique et l'allongement de la piste à 1 830 mètres environ (6 000 pieds) avec une zone de sécurité de 152 mètres (500 pieds) dans la zone ouest.
103 085 passagers de passage à l'aéroport de Jersey avaient été enregistrés rien qu'en Août 1975.
De nouvelles compagnies arrivent sur Jersey, notamment françaises comme Rousseau Aviation au début des années 1970 qui desservait Lorient en DC-3 ou Dinard et Saint-Brieuc en Nord 262 ainsi que Quimper et Paris-Orly ou Brit Air dans les années 1980 au départ de Quimper, Morlaix, Lannion et Caen.
British United Island Airways (BUIA) desservait  Londres-Gatwick, Southampton, Bournemouth, Exeter, Blakpool, Quimper et Paris-Orly (en association avec Rousseau Aviation) et Guernesey (en association avec Aurigny Air Services). British Island Airways (BIA) desservait Paris-Orly et Londres-Gatwick.

### Les années 1990 - 2000
En 1994, entre 15 et 17 millions de livres sterling ont été investis pour réaménager l’aéroport notamment en faveur de nouvelles mesures de sécurité à la suite de l'attentat de Lockerbie.
Une extension du bâtiment principal original de 1937 a été ouverte en 1997, inaugurée officiellement en juin 1997 par sa SAR la Princesse Royale, offrant plus d’espace et de meilleures installations pour les passagers en partance. British Airways s'installait durablement sur Jersey en proposant des destinations internationales. Air UK et British European desservaient le Royaume-Uni. 
Air Bretagne assurait les lignes entre Jersey vers Caen et Saint-Brieuc avec un prolongement possible sur Nantes sans changer d'avion. Elle avait installé un comptoir Air Bretagne dans l'aéroport de Jersey à deux pas de la prestigieuse British Airways, avec des hôtesses de cette compagnie Bretonne. En 2000, 7 000 passagers avaient été transporté entre Saint-Brieuc et Jersey. 

### Les années 2000 - 2010
Malgré un contexte aérien difficile, un programme dynamique de développement des routes avait été mis en œuvre en 2006 offrant ainsi l'arrivée de compagnies à bas prix comme EasyJet, Jet2.com et Air Berlin.
Entre 2008 et 2009, la piste avait subi une forte réfection, la plupart des travaux avaient dû avoir lieu pendant la nuit pour éviter la fermeture.
Une nouvelle tour de contrôle devenait fonctionnelle en novembre 2010.
L’aéroport de Jersey et les ports de Jersey, qui seront connus sous le nom de "Ports de Jersey Ltd", intégraient le même groupe en mars 2012 et qui était dirigé par le même directoire.
Le nombre de passagers transitant par l’aéroport de Jersey ayant augmenté pour la sixième année consécutive, en 2019, l'aéroport avaient accueillis 1 715 952 passagers, ce qui en fait le niveau le plus élevé depuis 1995.

### La période 2020
Comme tous les aéroports du monde en mars 2020, avec l’arrivée d’une pandémie mondiale, l’aéroport avait suspendu ses opérations commerciales, ne fonctionnant que pour les services essentiels comme le transport sanitaire. 

## Situation
L'aéroport se trouve à l'ouest de l'île, au nord-ouest de la capitale Saint-Hélier et entre les bourgs de Saint-Pierre et Saint-Bréladre.
| Aurigny · Alderney Guernesey · Guernsey Jersey |

## Statistiques
Pour des raisons techniques, il est temporairement impossible d'afficher le graphique qui aurait dû être présenté ici.

Voir la requête brute et les sources sur Wikidata.

## Compagnies et destinations
| Compagnies          | Destinations |
| ------------------- | --- |
| Aer Lingus Regional | En saison : Belfast-G. Best, Dublin |
| Blue Islands        | - Birmingham, - Bristol, - East Midlands, - Exeter, - Guernesey, - Southampton En saison: Dublin, Ibiza, Norwich, Paris-Charles de Gaulle, Rennes-Saint-Jacques |
| British Airways     | Londres-Heathrow En saison : Londres-City En saison charter: Palma de Majorque                                                                                  |
| Eastern Airways     | En saison : Humberside, Durham Tees Valley |
| easyJet             | Glasgow, Liverpool-J.-Lennon, Londres-Gatwick, Londres-Luton, Manchester En saison : Amsterdam, Belfast, Birmingham, Édimbourg                                  |
| Eurowings           | En saison : Düsseldorf |
| Finist'air          | En saison: Brest-Bretagne |
| Jet2.com            | En saison : East Midlands, Leeds-Bradford, Londres-Stansted, Newcastle                                                                                          |
| Lufthansa           | En saison : Munich-F. J. Strauß |

## Galerie photographique

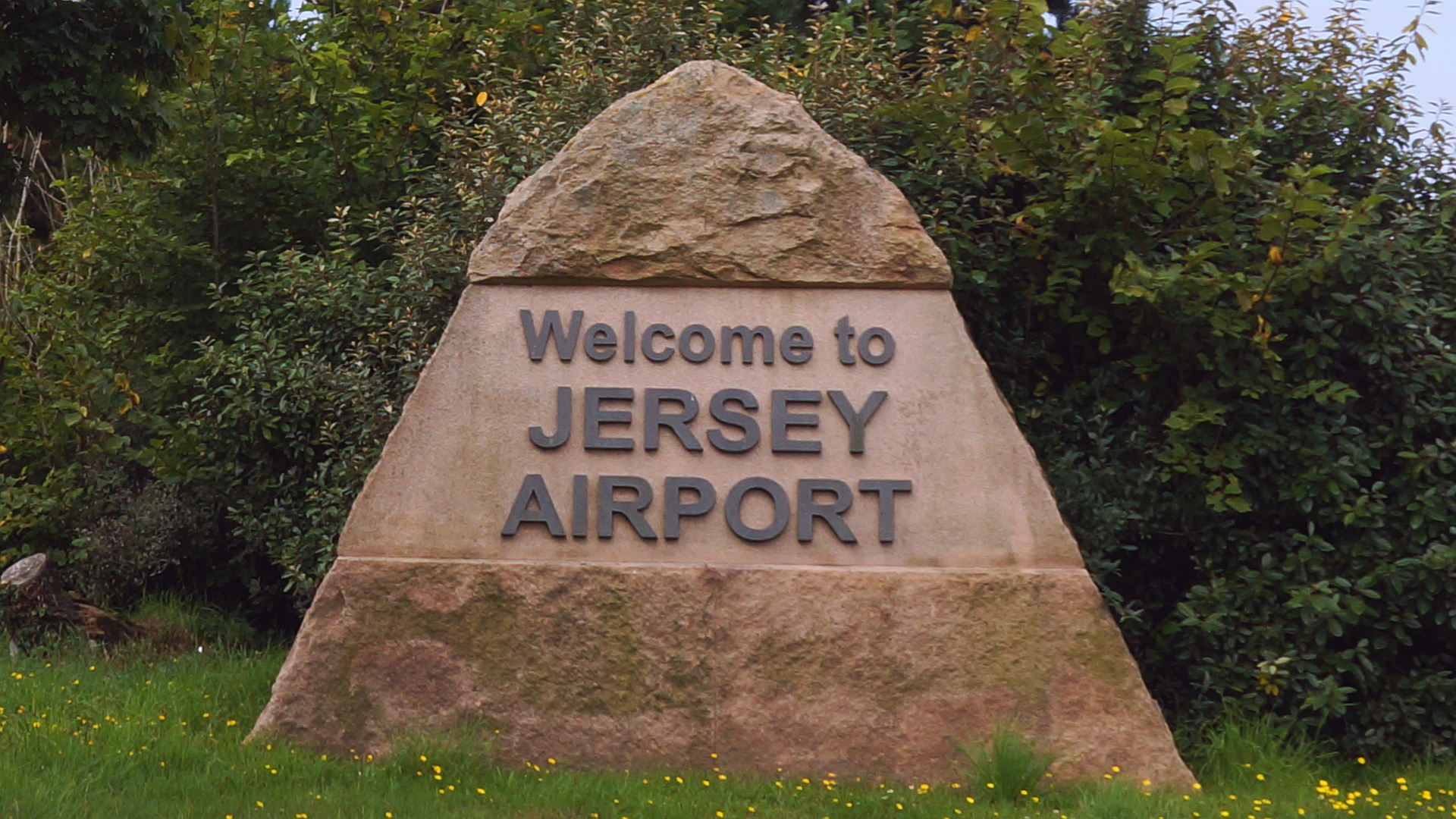
Bienvenue à l'aéroport de Jersey
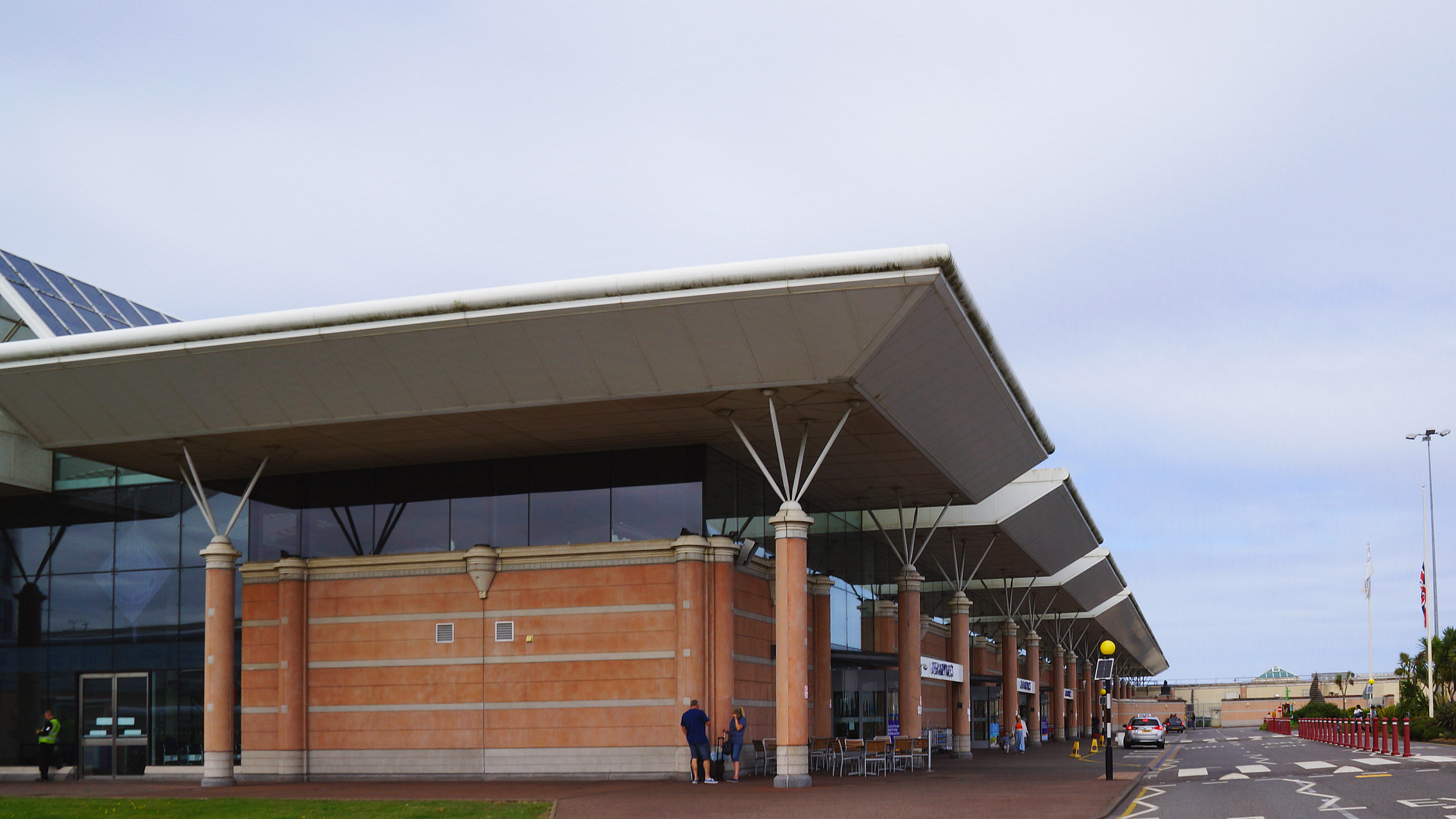
L'aéroport de Jersey
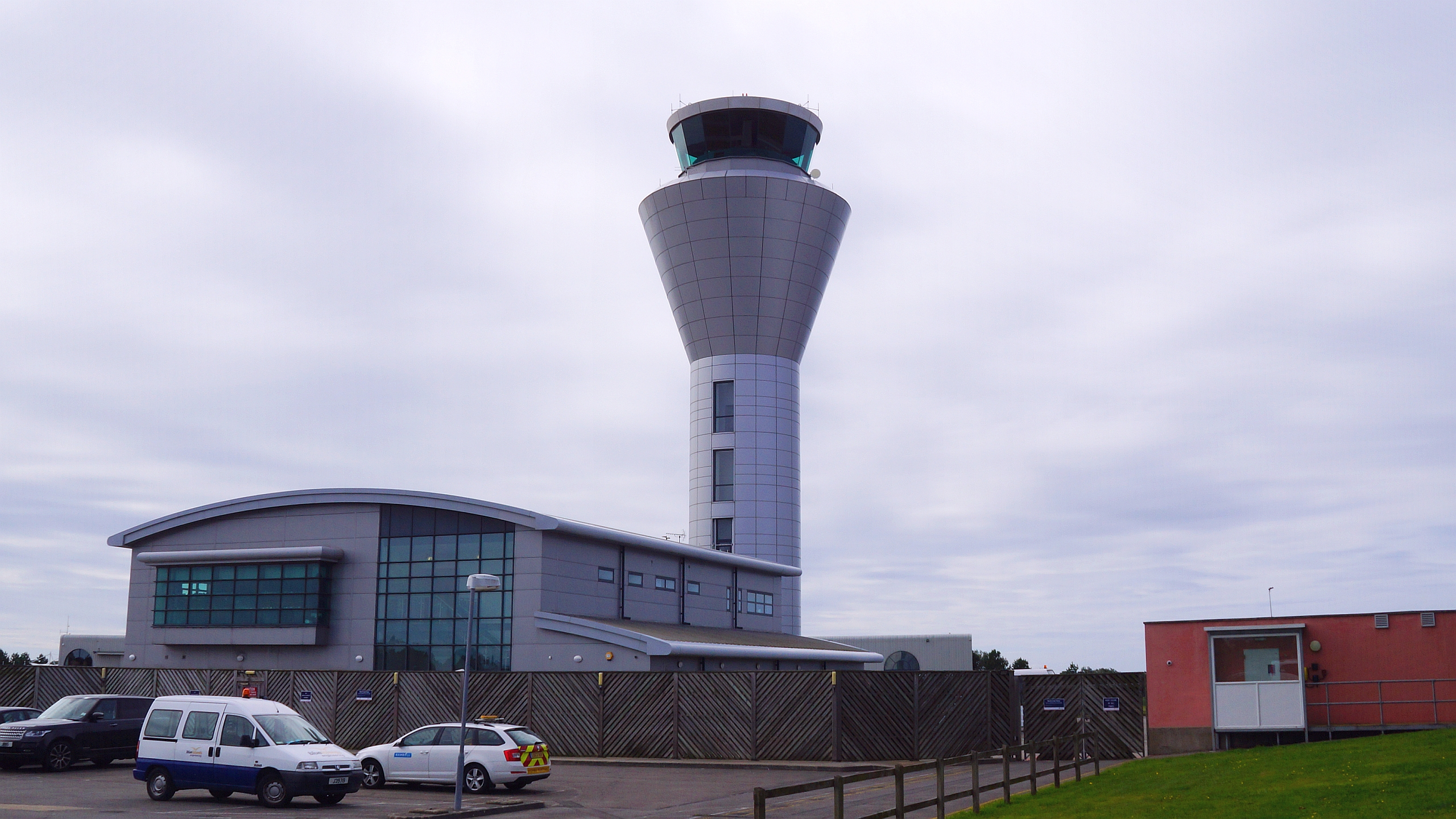
La tour de l'aéroport de Jersey
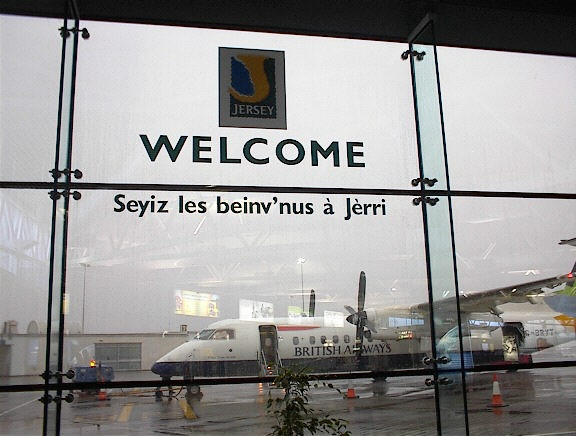
Panneau d'accueil bilingue anglais et normand à l'aéroport de Jersey.
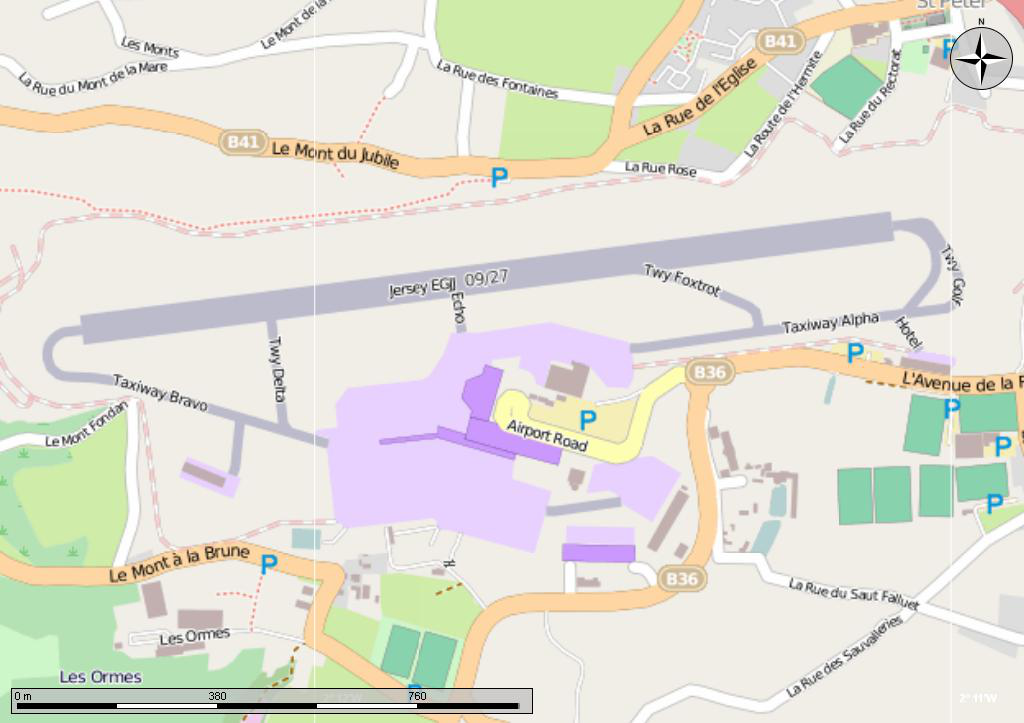
Carte de l'aéroport.